# Ed Benguiat

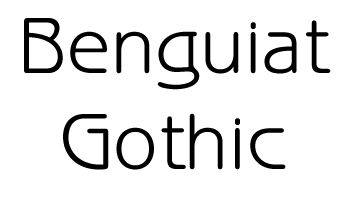
Benguiat Gothic

Ed (Ephram Edward) Benguiat (New York, 27 oktober 1927 – Cliffside Park, 15 oktober 2020) was een Amerikaanse letterontwerper, kalligraaf en grafisch ontwerper.
Benguiat heeft belangrijke bijdragen geleverd aan de beroemde lettertypen van de 20e eeuw, voor bedrijven als Photo-Lettering en ITC.
Hij heeft 'revivals' gemaakt van art-nouveaulettertypes.
Benguiat studeerde aan de Columbia-universiteit en de Workshop School of Advertising Art in New York.
In 1953 trad hij in dienst bij "Esquire Magazine".
Even later opende hij zijn eigen designstudio in New York. Sinds 1962 was hij in dienst bij Photo-Lettering Inc. als typografisch design director. Bij International Typeface Corporation (ITC) was hij aangesteld als vicepresident, en werkte nauw samen met Herb Lubalin aan het magazine "U&lc" (dat staat voor Upper & lower case). Hij heeft ook logotypes gemaakt voor "New York Times", "Playboy", "Reader's Digest", "Sports Illustrated", "Esquire" en "Look". Sinds 1961 gaf hij les aan de School of Visual Arts in New York.
Benguiat was lid van de Alliance Graphique Internationale.
In 1989 werd hij onderscheiden door de Type Directors Club met een TDC Medal.
Hij overleed op 92-jarige leeftijd in Cliffside Park.

## Lettertypes van Benguiat
- ITC Benguiat, ITC Benguiat Gothic (1977/79)
- Benguiat Interlock (onlangs revival van gemaakt in OpenType formaat)
- ITC Souvenir (revival, 1970)
- ITC Bookman (revival, 1975)
- ITC Cheltenham (revival)
- Avant Garde Gothic (1974)
- Korinna (met Victor Caruso, 1974)
- Tiffany (1974)
- Bauhaus (met Victor Caruso, 1975)
- Barcelona (1981)
- Modern 216 (1982)
- Caslon 224 (1983)
- Panache (1988)
- Century Handtooled (1992)
- Cheltenham Handtooled (1992)
- Garamond Handtooled (1992)
- Edwardian Script (1994)